# マリーナ・ベイ駅
マリーナ・ベイ駅（マリーナ・ベイえき、英語 : Marina Bay MRT Station）は、シンガポールの南部にある、MRT南北線の地下駅。

## 駅構造
島式1面2線のホームを持つ駅。
| A | ■南北線 | ジュロン・イースト方面                                 |
| B | ■南北線 | マリーナ・サウス・ピア方面                             |
| C | ■環状線 | ベイ・フロント、ドビー・ゴート、ハーバー・フロント方面 |
| D | ■環状線 | ベイ・フロント、ドビー・ゴート、ハーバー・フロント方面 |

## 歴史
- 1989年11月4日 開業